# Saroba gillolensis
Saroba gillolensis là một loài bướm đêm trong họ Noctuidae.